# Jan Henric Buettner
Jan Henric Buettner (* 10. September 1964) ist ein deutscher Unternehmer.

## Leben
Buettners Vater war Chefredakteur beim Axel Springer Verlag. Jan Henric Buettner besuchte ein Internat in Plön und machte eine Ausbildung zum Betriebswirt und Verlagskaufmann nach dem dualen Ausbildungsmodell der Hamburger Wirtschaftsakademie; dazu ein Auslandspraktikum bei Vodafone in London. Hier betrieb er um 1988 Feldforschung über Perspektiven der Mehrwert-Dienste im Mobilfunkbereich. Seiner Ausbildung zum Verlagskaufmann, im Alter von etwa 25 Jahren, schloss sich ein Trainee-Programm im Axel-Springer-Verlag an. In der Beteiligungs-Abteilung konnte er 1989 die Bemühungen um die D2-Mobilfunk-Lizenz unter dem Namen MobiTel mitgestalten.
1992 gründete er mit VideoTel Infoservice GmbH einen der weltweit ersten Multimedia-Onlinedienste. Die Gesellschafter, darunter die Telekom und der Axel-Springer-Verlag, bei dem Buettner als Vorstandsassistent tätig war, stellten ein Startkapital von zehn Millionen Mark zur Verfügung.
Ab 1994 baute er zusammen mit Andreas von Blottnitz den Online-Dienst AOL Europe auf, als Joint Venture von America Online und Bertelsmann AG. Von 1995 bis 1997 war er Geschäftsführer von AOL Deutschland. Von Blottnitz folgte ihm auf diesem Posten bis 1999. Danach ging er nach New York und Kalifornien, wo er seit 1998 Risikokapital für junge US-Unternehmen sammelte. Seit seinem Umzug nach Santa Barbara leitet Buettner das Unternehmen BV Capital, an dem die Bertelsmann AG zehn Prozent hält. Von Blottnitz ist Chef einer Tochterfirma in Kalifornien.
Nach dem Verkauf von AOL Europe forderten er und von Blottnitz 3,5 Milliarden Dollar von der Bertelsmann AG, da sie nach ihren eigenen Angaben AOL Europe maßgeblich mitaufgebaut hatten. Es folgte ein jahrelanger Justizstreit vor einem kalifornischen Gericht, das den beiden einen Gewinnanteil von 209 Millionen Euro zusprach. Schließlich einigte man sich außergerichtlich auf eine Gesamtzahlung von 160 Millionen Euro.
Schon als Kind verbrachte er seine Ferien oft im Ferienhaus der Familie an der Hohwachter Bucht und besuchte das Erdbeerkaffee im Schloss Weissenhaus. Als das Gut Weißenhaus zum Verkauf stand, erwarb Buettner das 75 ha große Gelände mit zwei Kilometer Naturstrand für sieben Millionen Euro. Seit 2008 baute er Weissenhaus nach seinen Vorstellungen zu einem Fünf-Sterne-Hotel um. Im Sommer 2013 wurden 26 Wohneinheiten und 5 Apartments eröffnet. Mit der Fertigstellung von Schloss und Spa-Bereich folgte im Juli 2014 die Eröffnung des Weissenhaus Grand Village Resort & Spa am Meer. Das Projekt wurde mit 9,5 Millionen Euro über Companisto crowdfinanziert. Seit März 2025 steht die Immobilie bei Sotheby’s für 185 Millionen Euro zum Verkauf.
Buettner engagiert sich im Schachsport. 2024 veranstalte er im Gut Weißenhaus erstmals ein in der Schachvariante Schach960 ausgespieltes Schachturnier mit acht Großmeistern. Zusammen mit Magnus Carlsen schuf er die erstmals 2025 ausgetragene Turnierserie Freestyle Chess Grand Slams ebenfalls in dieser Variante, der Auftakt fand in Weißenhaus statt.